# ボーア半径
ボーア半径（ボーアはんけい、英: Bohr radius）は、ボーアの原子模型における、水素原子の第一軌道半径を表す物理定数である。原子、電子のようなミクロなスケールを扱う量子論、原子物理学、量子化学などの分野において用いられる原子単位系において、ボーア半径は一貫性のある長さの単位として用いられる。
名称はデンマークの原子物理学者ニールス・ボーアに由来する。記号は一般に a0 や aB で表される。
ボーア半径をSI単位のメートルで表した値は
{\displaystyle a_{0}=5.291~772~105~44(82)\times 10^{-11}\ {\text{m}}}
である（2022 CODATA推奨値）。ボーア半径は原子単位系における長さの単位であり、長さの原子単位で表した値は
{\displaystyle a_{0}=1\ {\text{bohr}}=1\ {\text{a.u.}}}
である。
ボーア半径は、ボーアの原子模型で記述される水素原子において、基底状態にある電子の軌道半径で定義され
{\displaystyle a_{0}={\frac {4\pi }{Z_{0}c}}{\frac {\hbar ^{2}}{m_{\text{e}}e^{2}}}}
で表される。ここで、ħ はプランク定数（ディラック定数）、c は真空中の光速度、Z0 は真空における特性インピーダンス、e は電気素量、me は電子質量である。
国際量体系（ISQ）においては、電気定数 ε0 により Z0 = 1/ε0c で表されるので
{\displaystyle a_{0}={\frac {4\pi \epsilon _{0}\hbar ^{2}}{m_{\text{e}}e^{2}}}}
となり、ガウス単位系は Z0 = 4π/c とする量体系に基づいているので
{\displaystyle a_{0}={\frac {\hbar ^{2}}{m_{\text{e}}e^{2}}}}
となる。
ボーア半径は長さの次元を持つ物理定数である電子のコンプトン波長 λe、および古典電子半径 re とは
{\displaystyle a_{0}=\alpha ^{-1}{\frac {\lambda _{\text{e}}}{2\pi }}=\alpha ^{-2}r_{\text{e}}}
で関係付けられる。ここで α は微細構造定数である。
また、リュードベリ定数 R∞ と微細構造定数 α により
{\displaystyle a_{0}={\frac {\alpha }{4\pi R_{\infty }}}}
で表される。リュードベリ定数と微細構造定数の値は精度よく測定されており、ボーア半径の値はこれら二つの定数の測定値から導かれる。